# Oscar Geijer
Johan Oscar Geijer, född 14 juli 1812 i Färnebo socken, Värmlands län, död 12 februari 1898 i Frändefors församling, Älvsborgs län,  var en svensk kyrkoherde och politiker.
Geijer blev student vid Uppsala universitet 1828. Han prästvigdes 1850 och var från 1861 kyrkoherde i Frändefors församling i Karlstads stift. Han var ledamot av riksdagens första kammare 1866–1873, invald i Älvsborgs läns valkrets. 